# Лукас Мінейро
Лукас Мінейро (порт. Lucas Mineiro, нар. 24 лютого 1997, Белу-Оризонті) — бразильський футболіст, півзахисник клубу «Куяба».

## Ігрова кар'єра
Народився 24 лютого 1997 року в місті Белу-Оризонті. Вихованець футбольної школи клубу «Вілла-Нова». Дорослу футбольну кар'єру розпочав 2015 року в основній команді того ж клубу, в якій провів один сезон, взявши участь у 2 матчах бразильської Серії D.
Своєю грою за цю команду привернув увагу представників тренерського штабу вищолігового клубу «Шапекоенсе», до складу якого приєднався 2016 року. Того ж року він не сів на борт літака для участі у фіналі Південноамериканського кубка, який розбився та забрав життя 19 його товаришів по команді, завдяки чому вижив. Втім за команду з Шапеко заграти не зумів, тому більшість часу провів у арендах, виступаючи за бразильські клуби «Понте-Прета» та «Васко да Гама», а також японське «Сересо Осака» та португальське «Жіл Вісенте». 
24 червня 2021 року за 1,5 млн євро перейшов у «Брагу», але і тут основним гравцем не був, тому протягом сезону 2022/23 років захищав кольори бельгійського клубу «Вестерло».
На початку липня 2023 року був відданий в оренду бразильському клубу «Куяба» до кінця року, по завершенні якої підписав повноцінну угоду з клубом. Станом на 17 липня 2024 року відіграв за команду з Куяби 28 матчів в національному чемпіонаті.

## Досягнення
- Чемпіон штату Санта-Катаріни: 2016, 2017
- Володар Кубка Гуанабара
- Чемпіон штату Мату-Гросу: 2024